# Piteå socken
Piteå socken ligger i Norrbotten, uppgick 1967 i Piteå stad och området ingår sedan 1971 i Piteå kommun och motsvarar från 2016 Piteå landsdistrikt.
Socknens areal var den 1 januari 1961 2 360,12 kvadratkilometer, varav 2 221,93 km² land. År 2000 fanns här 16 733 invånare. Tätorterna Svensbyn, Roknäs, Lillpite, Böle och Sikfors samt småorten Långträsk med Långträsks kyrka och kyrkbyn Öjebyn med sockenkyrkan Öjeby kyrka ligger i socknen.

## Administrativ historik
Piteå socken bildades på 1320-talet genom en utbrytning ur Skellefteå socken. Omkring 1330 utbröts Nederluleå socken. Omkring 1580 utbröts Arvidsjaurs socken. Ur Piteå socken utbröts 1686 Piteå stad och Piteå stadsförsamling. 1809 utbröts Älvsby kapellag.
Vid kommunreformen 1862 överfördes ansvaret för de kyrkliga frågorna till Piteå landsförsamling och för de borgerliga frågorna till Piteå landskommun. Ur församlingen utbröts 1915 Norrfjärdens församling och 1918 Hortlax församling. Ur landskommunen utbröts 1916 Norrfjärdens landskommun och 1918 Hortlax landskommun och även ur jordebokssocknen utbröts Norrfjärdens socken och Hortlax socken. Landskommunen inkorporerades 1967 i Piteå stad som ombildades 1971 till Piteå kommun.  Piteå stads- och landsförsamling slogs 2010 samman till Piteå församling.
1 januari 2016 inrättades distriktet Piteå landsdistrikt, med samma omfattning som församlingen hade 1999/2000.
Socknen har tillhört fögderier, tingslag och domsagor enligt vad som beskrivs i artikeln Norrbotten. De indelta soldaterna tillhörde Norrbottens regemente. Före det tillhörde militären Västerbottens regemente som omfattade dagens Västerbotten och Norrbotten.

## Geografi
Piteå socken ligger vid kusten närmast väster om Piteå kring Piteälven, Åbyälven och Lillpiteälven. Socknen är innanför kustbygden och utanför älvdalarna en kuperad myr- och sjörik skogsbygd med höjder som i väster når 500 meter över havet.

## Historia
Socknen bestod 1539 av byarna Trundavan, Rosvik, Harrbäcken, Porsnäs, Håkansö, Sjulsmark, Kopparnäs, Sandön, Öjebyn, Sjulnäs, Lillpite, Roknäs, Sotesmark, Granträsk (då stavat Grentrex), Hemmingsmark, Blåsmark, Vistträsk, Överbyn, Ytterbyn, Sikfors, Arnemark, Jävre, Böle, Högsböle, Bondö, Hortlax, Pitholm, Bergsviken och Svensbyn, alltså 29 stycken.
År 1543 hade byarna Manjärv, Muskus, Gamla Kyrkbyn, Korsträsk och Trundön tillkommit. Harrbäcken hade gått in i Porsnäs i landskapshandlingarna.
Mellan åren 1609 och 1610 slogs byarna Ytterbyn och Överbyn ihop till Byn, senare detsamma som Älvsbyn. Fast vissa år i landskapshandlingarna så delades byarna igen, såsom 1623.

## Fornlämningar
Cirka 100 boplatser från stenåldern och ett 20-tal gravrösen från bronsåldern är funna. Många fångstgropar har påträffats liksom tomtningar och labyrinter i skärgården. Här har även sänken, träföremål, ett båtspant samt ett par medar till släde hittats vid Gråträsk. Föremålen hittades i och intill Tjeutjersjön och Tjeutjerbäcken och är daterade till bronsålder-järnålder.

## Namnet
Namnet (1339 Pitu) kommer från Piteälvens namn som har oklar tolkning.
I 1539 års landskapshandling för Västerbottens län hette socknen "Pitha sokn".

## Befolkningsutveckling
| Befolkningsutvecklingen i Piteå socken 1750–1990 | Befolkningsutvecklingen i Piteå socken 1750–1990 | Befolkningsutvecklingen i Piteå socken 1750–1990 | Befolkningsutvecklingen i Piteå socken 1750–1990 | Befolkningsutvecklingen i Piteå socken 1750–1990 |
| --- | ------------------------------------------------ | ------------------------------------------------ | ------------------------------------------------ | ------------------------------------------------ |
| |                                                  |                                                  |                                                  |                                                  |
| År |                                                  |                                                  | Folkmängd                                        |                                                  |
| 1750 | 1750                                             |                                                  | 3 194                                            |                                                  |
| 1760 | 1760                                             |                                                  | 3 541                                            |                                                  |
| 1769 | 1769                                             |                                                  | 3 884                                            |                                                  |
| 1780 | 1780                                             |                                                  | 4 544                                            |                                                  |
| 1790 | 1790                                             |                                                  | 4 960                                            |                                                  |
| 1800 | 1800                                             |                                                  | 5 700                                            |                                                  |
| 1810 | 1810                                             |                                                  | 5 862                                            |                                                  |
| 1820 | 1820                                             |                                                  | 6 061                                            |                                                  |
| 1830 | 1830                                             |                                                  | 7 368                                            |                                                  |
| 1840 | 1840                                             |                                                  | 7 869                                            |                                                  |
| 1850 | 1850                                             |                                                  | 9 114                                            |                                                  |
| 1860 | 1860                                             |                                                  | 10 451                                           |                                                  |
| 1870 | 1870                                             |                                                  | 11 638                                           |                                                  |
| 1880 | 1880                                             |                                                  | 13 682                                           |                                                  |
| 1890 | 1890                                             |                                                  | 15 535                                           |                                                  |
| 1900 | 1900                                             |                                                  | 17 951                                           |                                                  |
| 1910 | 1910                                             |                                                  | 19 640                                           |                                                  |
| 1920 | 1920                                             |                                                  | 12 671                                           |                                                  |
| 1930 | 1930                                             |                                                  | 13 807                                           |                                                  |
| 1940 | 1940                                             |                                                  | 13 967                                           |                                                  |
| 1950 | 1950                                             |                                                  | 13 852                                           |                                                  |
| 1960 | 1960                                             |                                                  | 13 726                                           |                                                  |
| 1970 | 1970                                             |                                                  | 15 273                                           |                                                  |
| 1980 | 1980                                             |                                                  | 16 649                                           |                                                  |
| 1990 | 1990                                             |                                                  | 16 809                                           |                                                  |
| Anm: Tabellen inkluderar Norrfjärd och Hortlax fram till 1910. Piteå stad ingår ej i Piteå socken. Källor: Umeå universitet - Tabellverket 1749-1859, Demografiska databasen, CEDAR, Umeå universitet. |                                                  |                                                  |                                                  |                                                  |

### Språk och etnicitet
Nedanstående siffror är tagna från SCB:s folkräkning 1900 och visar inte medborgarskap utan de som SCB ansåg vara av "finsk, svensk eller lapsk stam". Siffrorna för 1805-1855 är Tabellverkets statistik och avser endast den samiska befolkningen. 1820 och 1825 inkluderar Älvsby socken.
| Årtal | Svenskar | Finnar | Samer | Totalt |
| ----- | -------- | ------ | ----- | ------ |
| 1805  |          |        | 136   |        |
| 1810  |          |        | 77    |        |
| 1815  |          |        | 84    |        |
| 1820  |          |        | 114   |        |
| 1825  |          |        | 105   |        |
| 1830  |          |        | 120   |        |
| 1835  |          |        | 109   |        |
| 1840  |          |        | 62    |        |
| 1845  |          |        | 63    |        |
| 1850  |          |        | 65    |        |
| 1855  |          |        | 56    |        |
| 1860  | 10 320   | 0      | 131   | 10 451 |
| 1870  | 11 578   | 0      | 60    | 11 638 |
| 1880  | 13 624   | 0      | 58    | 13 682 |
| 1890  | 15 484   | 14     | 37    | 15 535 |
| 1900  | 17 928   | 6      | 17    | 17 951 |